# おシャシャのシャン!
『おシャシャのシャン!』は、NHK長野放送局制作により2008年1月10日の20:00 - 20:43（JST）にNHK総合で全国放送された日本のテレビドラマ。
日本放送作家協会主催の第31回創作テレビドラマ大賞にて最優秀作に選出された坂口理子による作品を、NHK長野放送局の制作によりテレビドラマ化。長野県下伊那郡大鹿村に伝わる村歌舞伎・大鹿歌舞伎をモデルとした作品で、大鹿村でのオールロケで撮影された。「おシャシャのシャン」とは、大鹿歌舞伎のカーテンコールにて出演者・観客一同で打つ伝統の手打ちの音。
原作なしのオリジナル脚本作品である。2011年5月21日にはDVDが発売された。視聴率は7.8%。

## 登場人物
里崎朋代
演 - 田畑智子
伊野谷村観光課職員。一度は夢を追って上京、東京のテレビ局に就職するが、夢破れて帰郷。伝統の村歌舞伎を守るために奔走する。
里崎重雄
演 - 原田芳雄
朋代の父。伊野谷村一の歌舞伎役者で座長を務め、村歌舞伎に情熱を懸けている。毎年、村歌舞伎で主人公「弁天小僧菊之助」を演じていたが、公演前のある日ギックリ腰になってしまう。
坂本亀志郎
演 - 尾上松也
朋代が間違えて伊野谷村に呼んでしまった人気歌舞伎役者・坂本鮫志郎の弟。兄の鮫志郎より演技が下手なのでコンプレックスを抱えている。舞台で「弁天小僧菊之助」を演じた事が無く、代役を拒否するが…
重雄の妻
演 - 伊佐山ひろ子
朋代の母。重雄の歌舞伎好きにはあきれつつも、二人で雑貨屋を経営。朋代には早く結婚して雑貨屋を継いで欲しいと思っている。
爺
演 - 藤村俊二
亀志郎を｢坊ちゃま｣と呼び、幼い頃から献身的に世話をしてきた。常に亀志郎のことを考え、立派な役者になって欲しいと願っている。
村長
演 - 八名信夫
突然降って沸いたような村歌舞伎の危機に大慌て。間違った代役を呼んでしまった朋代を責め、公演が中止になった場合は朋代を辞めさせようとする。
不破万作

村松利史

麻ミナ

## スタッフ
- 作 - 坂口理子
- 音楽 - 池頼広
- 演出 - 松浦善之助（NHKエンタープライズ）
- 歌舞伎指導 - 尾上松也
- 制作統括 - 加賀田透、後藤高久
- 制作 - 訓覇圭（NHKエンタープライズ）
- 共同制作 - NHKエンタープライズ
- 制作著作 - NHK長野放送局

## 受賞
- 第45回（2007年度）ギャラクシー賞 テレビ部門 奨励賞

## 関連商品
DVD
- おシャシャのシャン!（2011年7月21日、東映ビデオ、DSZS07193）

シナリオ
- 『月刊ドラマ』2020年10月号（映人社） - 本作シナリオ収録。

## 備考
原田芳雄はこのドラマをきっかけに、村歌舞伎のモデルである大鹿村の大鹿歌舞伎に着目し、これをテーマにした映画を構想した。その後、自身が主演を務める『大鹿村騒動記』が制作され、2011年に公開された。なお、この映画が原田の遺作となった。